# Pikku Kuusijärvi (Gällivare socken, Lappland)
Pikku Kuusijärvi är en sjö i Gällivare kommun i Lappland och ingår i Kalixälvens huvudavrinningsområde.